# Quartet Zupay
El Quartet Zupay (Cuarteto Zupay en castellà) o simplement els Zupay, és un grup de música popular argentina creat a Buenos Aires en 1966, que se mantingué actiu fins a 1991. Los membres fundadors van ser els germans Pedro Pablo García Caffi (baríton) i Juan José García Caffi (primer tenor), Eduardo Vittar Smith (baix) i Aníbal López Monteiro (segon tenor).